# 和讯网
和讯网（hexun.com）创立于1996年，是中国最早的财经门户网站，目前全年覆盖用户过亿，日页面浏览量超过6000万，2011年四季度以来，和讯网于国内财经类网站/频道月均访问量指数统计排名第一。设有股票、期货、基金、外汇、黄金、银行、理财、保险、房产、汽车、IT、传媒、商学院、读书等频道。